# Langelot garde du corps
Langelot garde du corps est le trentième-et-unième roman de la série Langelot, écrite par le Lieutenant X (pseudonyme de Vladimir Volkoff). Il est paru pour la première fois en 1979, dans la Bibliothèque verte.
Il présente un lien avec Langelot chez les Pa-pous puisqu'il fait intervenir Julio, l'un des anciens camarades de Langelot. 

## Principaux personnages
- Langelot : orphelin, agent du Service National d'Information Fonctionnelle, blond, 1,68 m, mince, « traits menus mais durs ».
- Julio (nom de scène de Julio Cesare) : jeune chanteur à succès, d'origine italienne, à la « voix bleue ».
- Raimundo Montenegro : sculpteur et photographe ; correspondant du SNIF au Brésil ; amoureux de Regina de Caravelas.
- Regina de Caravelas (dite « la reine de Rio ») : belle jeune femme amoureuse de Raimundo Montenegro mais devant se marier sous la contrainte avec Otavio Paiva de Melo.
- Otavio Paiva de Melo : agent immobilier, homme d'affaires arriviste, futur époux de Regina, possède un pistolet Walther P-38 et se fait protéger par des hommes de main.
- Eliseo et Eusebio : hommes de main d'Otavio Paiva de Melo.
- M. Fac (diminutif du surnom Factotum, page 17) : imprésario de Julio.
- Les « Guêpes » : Batterinette, Clarinette, Saxinette, Bassinette.
- Hachichin : garde du corps officiel de Julio.
- Chilpéric de Pontamadour : premier secrétaire de l'ambassade de France au Brésil, qui s'ennuie et rêve d'une mission secrète.
- Gustavo Abreu : commissaire de police brésilien.
- Gina : fiancée de Julio (évoquée seulement).

## Résumé
Langelot est chargé de convaincre Julio, chanteur, son ancien camarade de Radio-Équipe, rencontré quelques années auparavant, lors d'une mission (cf. Langelot et les Pa-pous), d'accepter d'être l'objet d'un meurtre fictif durant sa tournée musicale au Brésil. 

« - Seulement, vous serez un garde du corps un peu particulier. Votre mission consistera à faire tuer l'homme que vous serez censé protéger, »

déclare le capitaine Montferrand à Langelot.
Julio a refusé de coopérer avec le lieutenant Carvalho, du SNIF, lequel maîtrisait le portugais ; il est reconnaissant à Langelot de son aide passée.
Le but de cette mise en scène consiste à faire sortir du plutonium du Brésil où le bandit Schmitsky (cf. Langelot sur la Côte d'Azur) l'a déposé dans un endroit secret, en vue de construire une bombe atomique. Schmitsky dispose de complices au Brésil, notamment d'un policier. Pour quitter le Brésil, ce plutonium que le SNIF veut récupérer, serait caché dans le cercueil en plomb du chanteur, censé avoir été assassiné soit par un fan, soit par un voyou. Le plomb permet le transport en sécurité du matériau radio-actif.
Langelot doit convaincre le jeune chanteur d'accepter cette mort fictive, mais il lui faut également organiser ou susciter le faux attentat. Il joue sur la notoriété que pourrait apporter cette fausse mort à Julio.
Langelot contacte Julio et se fait embaucher comme garde du corps. Hachichin, le garde du corps attitré, que Langelot a durement rossé, prend dix journées de vacances, le temps des trois récitals à Rio.
Débarqué à Rio de Janeiro sous l'identité d'Auguste Pichenet, Langelot organise la sécurité de Julio. Au jardin botanique il rencontre son contact, Raimundo (Raimundo Varney Monténégro da Silva Montalvâo Torres), sculpteur et correspondant local du SNIF. Il demande à Raimundo de lui trouver un tueur, lui expliquant qu'il s'agit d'une mise en scène, pas d'un meurtre. Raimundo propose Otavio (Otavio Paiva Soares de Mélo).
Le cercueil plombé est livré à l'ambassade.
Pour amorcer le dispositif, Julio doit faire croire qu'il est amoureux de Regina, la « reine de Rio » et la fiancée contrainte d'Otavio, pour procurer à ce dernier, jaloux, un mobile de meurtre. Une amourette débute entre Julio et Regina, au fil de promenades dans des lieux touristiques.
Raimundo et Regina, amoureux l'un de l'autre, souffrent de l'impossibilité de se marier.
Otavio a pris des dispositions pour accéder aux chambres. Il fait d'abord secrètement livrer une corbeille de fruits à Fac, contenant un serpent venimeux. Langelot tue l'animal avec son nouveau couteau SNIF AB/19. Il en apporte la dépouille chez Raimundo.
Otavio fait chanter le père de Regina, un juge, ce dernier ayant maquillé un document officiel au profit des intérêts de l'ancienne famille impériale du Brésil. Regina ne souhaite pas poursuivre le simulacre de relation avec Julio. Langelot retourne la situation et les persuade de plonger Otavio dans une vengeance amoureuse au détriment de Julio.
Langelot déjoue une autre attaque d'un homme de main de Paiva contre Fac ; il s'arme, avec l'aide de Chilpéric de Pontamadour, attaché d'ambassade qui s'ennuie et voudrait participer à une mission secrète.
Lors d'une séance à la plage, agrémentée d'une démonstration de capoeira par Eliseo, homme de main d'Otavio, Langelot remplace le pistolet Walther P-38 d'Otavio par un autre, chargé de cartouches rendues inoffensives par ses soins.
Langelot affronte Eliseo dans sa chambre d'hôtel et se voit en grand danger. Il envoie « les Guêpes » supplier Otavio d'intervenir pour éloigner Julio de Regina. Otavio attend un rendez-vous avec son ami le commissaire de police Gustave Abreu. Otavio semble les éconduire.
Julio se rend à un rendez-vous avec Regina ; Otavio guette ; il tire, avec le pistolet aux munitions défectueuses préparées par Langelot. Julio feint de s'écrouler. Raimundo photographie le meurtre. Otavio s'enfuit. Langelot, Raimundo et Chilpéric enlèvent le corps de Julio et l'emmène à l'ambassade, au secret.
Puis, les trois compères sous la direction de Langelot vont prendre l'uranium dans sa cachette, une galerie souterraine : un cylindre de sept kilos de plutonium enrobé de « pentalite ». Ils portent des combinaisons et Langelot suit la radio-activité au moyen d'un compteur Geiger.
L'uranium est déposé dans le cercueil plombé. La mort de Julio est annoncée. Mais une fan de Julio, désespérée, dévisse le couvercle du cercueil et évente la substitution. Langelot remet les choses en ordre, confirmant au public la mort de Julio.
Raimundo qui détient des photos d'Otavio tuant Julio, vient réclamer le document avec lequel il fait chanter Regina et son père. Mais les policiers amis d'Otavio ont intercepté un appel téléphonique imprévu de Julio, à sa fiancée, leur révélant que Julio n'est pas mort : Otavio ne remet pas le document compromettant à Raimundo.
Le cercueil et son précieux contenu d'uranium est enfin expédié en France.
Julio réapparait publiquement. Il déclare s'être prêté à une manifestation artistique avec son ami le sculpteur Raimundo. Les propositions de tournées affluent pour Julio et les commandes arrivent pour Raimundo.
Otavio Paiva et le commissaire félon Abreu tombent dans un dernier piège les attirant vers la cachette d'uranium de leur mentor Schmitsky. Otavio se voit cette fois contraint de remettre le compromettant document à Raimundo. Plus rien n'oblige Regina à se marier avec Otavio Paiva.
Durant son séjour au Brésil, Langelot sera sans cesse en butte à sa méconnaissance de la langue portugaise. 
Comme il se doit, Langelot réussit parfaitement sa mission : le faux attentat contre Julio a lieu ; le plutonium est évacué du Brésil dans le cercueil censé contenir le cadavre du chanteur ; dès le départ de l'avion, Julio annonce au public qu'il n'est pas mort ; le mariage entre Otavio Paiva de Melo et Regina n'aura pas lieu et la jeune femme épousera Raimundo.

## Dédicace
Peu de romans de la série font l'objet d'une dédicace. 
Celui-ci est dédicacé « A Rémi COUVIGNOU. Com um abraço do amigo. Lt X » (Note : Hachette n'utilise pas les majuscules accentuée, d'où l'erreur typographique de la dédicace sur la lettre « À »).  Rémi Couvignou est un éditeur. Il aurait inspiré, ou rédigé, une partie du roman.

## Parutions
- 1979 - Hachette, Bibliothèque verte (français, version originale), illustré par Maurice Paulin.

## Autour du roman
- « Julio et ses Guêpes » peut faire référence à Claude François et à ses « Claudettes » (Claude François est mort en 1978, un an avant la sortie en librairie du roman). Les Claudettes sont également au nombre de quatre ; entre 1977 et 1978, elles utilisent un fameux bikini brésilien argenté en strass. Cependant, les Guêpes sont de vraies musiciennes contrairement aux Claudettes.
- En mars 1979, le nouveau président du Brésil amorce un mouvement de la dictature militaire vers la démocratie, avec une loi d'amnistie.
- « Hachichin », le garde du corps de Julio, que Langelot assomme, puis évince, évoque un produit stupéfiant, ainsi que la secte des Assassins, l'un et l'autre ayant été illustrés par Charles Baudelaire, ou encore, par Théophile Gautier[4].
- Vladimir Volkoff évoque les grandes baies mondiales, citant celle de la ville algérienne de Bougie, qu'il a connue durant sa vie d'officier appelé (page 34 de l'édition Hachette).
- Le Copacabana Palace Hôtel existe effectivement à Rio de Janeiro. C'est un établissement de style art déco, ouvert en 1923.
- L'expression portugaise dar um jeito revient abondamment dans ce roman. Elle se traduit par « organiser », « arranger » : se donner les moyens, trouver la voie, y compris en rompant les conventions ou les normes sociales.
- Il s'agit du dernier roman de Langelot illustré par Maurice Paulin, mort en 1986.
- Ce roman est également le dernier à contenir la liste des missions de Langelot présentées par ordre chronologique ; à partir du suivant Langelot gagne la dernière manche les aventures de Langelot sont présentées dans chaque tome par ordre alphabétique.
- À partir de cette même année 1979, l'auteur Vladimir Volkoff devient célèbre, grâce au roman Le Retournement[5]. Le succès de ce dernier lui ouvre des contacts dans le milieu des services secrets français, notamment avec Alexandre de Marenches[6]. Il quitte les États-Unis pour revenir en France, où il s'installe définitivement en 1994[7].